# 경주 보문사지
경주 보문사지(慶州 普門寺址)는 대한민국 경상북도 경주시 보문동에 있는, 신라시대 절터이다. 1994년 12월 21일 대한민국의 사적 제390호로 지정되었다.

## 개요
경주시 보문동에 있는 신라시대 절터를 가리킨다.
이 유적은 보문부락의 앞들판에 있으며 멀리 서쪽에는 경주 낭산 일원(사적 제163호), 북쪽에는 명활성(사적 제47호)이 있다. 세워진 시기는 알 수 없으나 신라 경문왕 11년(871) 이전에 세워진 것으로 짐작하고 있다.
절터의 대부분은 넓은 논으로 이용하고 있으나, 발견되는 석재들로 미루어 당시에는 많은 건물들이 있었을 것으로 생각된다. 일제시대 때 ‘보문사(普門寺)’라 새긴 기와가 발견되어 절 이름을 확인할 수 있었다.
서쪽에 있는 당간지주(보물 제123호)와 석조(보물 제64호)를 비롯해 당시 탑 따위의 석물들이 남아 있다.

## 같이 보기
- 경주 보문사지 당간지주 - 보물 제123호
- 경주 보문사지 석조 - 보물 제64호
- 경주 보문사지 연화문 당간지주 - 보물 제910호

## 참고 자료
- 경주 보문사지 - 국가유산청 국가유산포털